# Marco Bebio Tánfilo
Marco Bebio Tánfilo (en latín, Marcus Baebius Tamphilus) fue un político y militar romano, hermano del cónsul del año 182 a. C., Cneo Bebio Tánfilo. 

## Carrera política
En 194 a. C. fue triunviro para la fundación de una colonia romana. En el año 192 a. C. fue elegido pretor y recibió Bruttium como provincia con dos legiones y 1500 soldados de infantería y 500 caballeros aliados. 
Debido a la guerra contra Antíoco III el Grande, se le ordenó dirigirse a Brundisium y Tarento donde embarcó con las tropas hacia Epiro; permaneció en Grecia el año 191 con título de propretor y participó a la denominada Guerra Siria; en unión con Filipo V de Macedonia, aliado romano, avanzó hacia Tesalia, lo que produjo que las fuerzas de Antíoco se retiraron ante las fuerzas conjuntas; varias importantes ciudades de Tesalia cayeron en manos de los romanos y macedonios; poco después llegó el cónsul Manio Acilio Glabrión y asumió el mando, pero Tánfilo continuó en Grecia bajo sus órdenes.
En 186 a. C. fue uno de los tres embajadores enviados a arreglar las disputas entre Eumenes de Pérgamo y Filipo V de Macedonia y entre los estados de Tesalia. 
En 181 a. C. fue cónsul con Publio Cornelio Cetego. Ambos cónsules recibieron la Liguria como provincia, pero no hicieron ninguna operación militar; su mando fue prorrogado unos meses al año siguiente a la espera de la llegada de los nuevos cónsules. En la primavera atacaron a los ligures apuanos que, cogidos por sorpresa, se rindieron sin luchar; para prevenir una nueva guerra los cónsules deportaron a 40 000 apuanos al Samnio; por estos hechos obtuvieron el triunfo al regreso a Roma, la primera vez que se concedió a generales que de hecho no habían llevado a cabo una batalla.